# Смитерс (Британская Колумбия)
Смитерс (англ. Smithers) — город на северо-западе Британской Колумбии, примерно на полпути между городами Принс-Джордж и Принс-Руперт. На 2016 год население составляет 5 351 человек.
Город был основан в 1913 году как прмежуточная станция на железной дороге и назван в честь сэра Альфреда Смитерса, руководителя железнодорожной компании.
В городе действуют аэропорт, музей, библиотека, колледж, несколько школ, пожарная станция.